# Українська професійна кіберспортивна асоціація
Українська професійна кіберспортивна асоціація (UPEA) — асоціація кіберспорту, яка об'єднує у співпраці державні органи, аматорські та професійні рівні гравців для розвитку і популяризації кіберспорту в Україні.
Це неприбуткове об'єднання юридичних осіб, засноване в 2020 році.

## Діяльність

### Спорт
7 вересня 2020 кіберспорт був визнаний офіційним видом спорту в Україні.

### Турніри
Щорічно Асоціація проводить серію турнірів з таких кіберспортивних змагань, як CS:GO та Dota 2, а саме Шкільну Лігу (2 сезони на рік), Студентську Лігу (2 сезони на рік), Чемпіонат та Кубок України з кіберспорту. Асоціація також постійно проводить турніри на платформі Faceit у своєму UPEA Hub.
27 жовтня 2020 року Українська Професійна Кіберспортивна Асоціація оголосила про старт Чемпіонатів України серед учнів середніх навчальних закладів, студентів вищих навчальних закладів, а також відкритого Чемпіонату України з Counter-Strike: Global Offensive та Dota 2. Загальний призовий фонд змагань становить 1 млн 180 тисяч гривень.
26 серпня 2021 року UPEA оголосила про старт другого кіберспортивного сезону. Призовий фонд за два сезони становить понад 5 млн грн.
У липні 2021 році UPEA запустила партнерську програму для комп'ютерних клубів України, покликану підтримати розвиток індустрії кіберспортивних клубів в Україні.

### Соціум

#### Відповідальність Ліга
Національний соціальний проєкт «Відповідальність Ліга» стартував наприкінці жовтня 2019 року. У рамках проєкту проводиться робота зі створення науково-методичного супроводу й адаптації тренувальних методик для інтеграції учасників у соціальне життя через психологічну та фізичну реабілітацію в поєднанні з кіберіграми. Фокусними групами проєкту стали вразливі верстви населення: ветерани АТО, люди похилого віку, люди з інвалідністю, діти сироти й діти з малозабезпечених родин, які потребують додаткової соціалізації і фізичної та психологічної реабілітації. У 2019 році пройшла курс тренувань пілотна група дітей з РАС дисципліні CS: GO.
У вересні 2021 року Асоціація анонсувала старт другого сезону «Відповідальність Ліга» сумісно з мережею автозаправних комплексів Socar Ukraine, у ході якого буде сформовано 5 інклюзивних команд у Києві та Львові.

#### Рекомендації для індустрії онлайн-ігор
Наприкінці 2020 року ЮНІСЕФ спільно з Українською Професійною Кіберспортивною Асоціацією (UPEA) розробили й опублікували рекомендації для врегулювання прав і поведінки дітей у сфері кіберспорту та онлайн-ігор.
Рекомендації покликані допомогти компаніям, що займаються всіма видами онлайн-ігор, — розробникам ігор, видавцям, дистриб'юторам, платформам, кіберспортивним компаніям і стрімінговим сервісам — оцінити свою поточну практику й визначити сфери, в яких вони можуть покращити або змінити ситуацію стосовно прав дітей.

#### Рекомендації з чесної гри для кіберспортивних команд і гравців
Українська Професійна Кіберспортивна Асоціація разом з букмекерською компанією GG.Bet розробила добірку етичних правил для гравців і команд задля впровадження політики рівності та прозорої гри й об'єднання учасників навколо чесних кіберспортивних змагань. Гайди стануть частиною глобального Кодексу поведінки для кіберспортивної галузі.

#### Наука
Асоціація проводить наукову роботу одразу в трьох напрямах: психологія, контроль достресових станів і нейроаналітика.
Паралельно UPEA розробляє науково-методичний посібник для вразливих соціальних груп, які беруть участь в її кіберспортивних програмах (таких, як «Відповідальність Ліга»).
Асоціація заявила, що найближчим часом планується формування двох команд дітей із РАС, а також осіб з інвалідністю інших нозологій.

### Меморандуми
У жовтні 2020 року Українська федерація учнівського спорту й Українська Професійна Кіберспортивна Асоціація підписали меморандум про співпрацю. Того ж місяця було підписано меморандум зі Спортивною студентською спілкою України.
10 листопада відбулося підписання меморандуму між Міністерством у справах ветеранів України й Українською Професійною Кіберспортивною Асоціацією. Співпраця включає реабілітацію та соціалізацію ветеранів війни через кіберспорт.
4 грудня 2020 року Українська Професійна Кіберспортивна Асоціація підписала договір про співпрацю з Національним університетом фізичного виховання і спорту. Партнерство має на меті проведення спільних наукових досліджень з метою визначення впливу на людину системних тренувальних і змагальних кіберспортивних процесів.
10 грудня 2020 року Українська Професійна Кіберспортивна Асоціація та Міністерство Цифрової Трансформації України підписали меморандум про співпрацю в сприянні розвитку кіберспортивної індустрії в Україні, забезпеченні регіонів доступом до високошвидкісного Інтернету та збільшенні рівня цифрової грамотності українців.

## Керівництво
- Олександр Кохановський — Генеральний директор
- Олег Рибалка — Операційний Директор та Директор з розвитку соціального кіберспорту
- Геннадій Веселков — Директор з організації турнірів

## Турніри

### 2020 рік
Шкільна Ліга 2020 CS: GO (1 сезон)
1 місце — SHKILA
2 місце — FARM VALUTBL
3 місце — DISNEYLAND
Шкільна Ліга 2020 Dota 2 (1 сезон)
1 місце — LEVEL UP
2 місце — ZPREVENGE
3 місце — GEN WONDERS
Студентська Ліга 2020 CS: GO (1 сезон)
1 місце — SESTRI
2 місце — THEBOYS
3 місце — MARLIAN ESPORTS
Студентська Ліга 2020 Dota 2 (1 сезон)
1 місце — BLADESSS
2 місце — MISHASTONE+4
3 місце — PUDGE123
Чемпіонат України 2020 CS: GO
1 місце — BEZNADEJDI
2 місце — THE INCAS
3 місце — MARLIAN ESPORTS
Чемпіонат України 2020 Dota 2
1 місце — CASCADE ESPORTS
2 місце — 45NOVEMBERS
3 місце — CHUBRIKI

### 2021 рік
Legion Шкільна Ліга 2021 CS: GO (1 сезон)
1 місце — BAZA SHKOLA
2 місце — NEW HOPE
3 місце — WKILA
Legion Шкільна Ліга 2021 Dota 2 (1 сезон)
1 місце — YUNG HOPE
2 місце — SEIRIN
3 місце — KANEKI FANS-
Legion Студентська Ліга 2021 CS: GO (1 сезон)
1 місце — LIN4EVATELI
2 місце — SESTRI
3 місце — BELLA CIAO
Legion Студентська Ліга 2021 Dota 2 (1 сезон)
1 місце — BLADESSS
2 місце — ROFLANSAD
3 місце — TILTED WARIORS
Legion Кубок України 2021 CS: GO
1 місце — EX-MARLIAN
2 місце — EC KYIV
3 місце — THE DICE
Legion Кубок України 2021 Dota 2
1 місце — V-GAMING
2 місце — CASCADE ESPORTS
3 місце — TRIDENT CLAN